# Пищаловский замок
Пищаловский замок (также именовался «Минский тюремный замок») —  историческое здание в центре Минска, построенное в 1825 году как каменный острог. Расположен на улице Володарского, 2, на вершине Романовского холма. Архитектура замка сочетает элементы неоготики и классицизма (стиль неоклассицизма). Заказчиком строительства выступил помещик Рудольф Пищалло, в честь которого замок получил своё название. Автором проекта был архитектор Казимир Хрщанович.     
С момента основания и до настоящего времени здание использовалось исключительно как тюрьма. В народе известно под названием «Володарка» — по имени улицы, на которой расположено. В разные периоды здесь содержались известные личности, включая Винцента Дунин-Марцинкевича, Каруся Каганца, Алеся Гаруна и Якуба Коласа.   
Пищаловский замок является единственным замком в Минске и объектом государственного списка историко-культурных ценностей Беларуси. В настоящее время обсуждаются планы по его реконструкции и возможному преобразованию в музей или культурный центр. С 1940-х годов называется: следственный изолятор № 1. 

## История

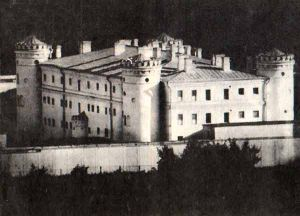
Пищаловский замок в начале XX века

Здание в стиле раннего классицизма возведено в 1825 году на горе в Романовском предместье по проекту архитектора Казимира Хрщановича (по заказу помещика Рудольфа Пищалло, в честь которого здание окрестили Пищаловским замком). Вопреки распространённому заблуждению, Пищалло не был архитектором замка, а только генеральным подрядчиком, выигравшим конкурс и получившим казённые деньги на строительство нового каменного острога взамен обветшавшего старого. За 200 лет существования здание всегда использовалось по прямому назначению. В остроге отбывали наказание многие политические заключённые: повстанцы 1830—1831 и 1863—1864 годов во главе с «бацькам беларускай драматургіі» Винцентом Дуниным-Марцинкевичем, поэты-возрожденцы Карусь Каганец и Алесь Гарун, Якуб Колас, был казнён революционер Иван Пулихов, покушавшийся на генерал-губернатора Курлова.
В роли архитектора выступил Казимир Хрщанович. Однако до сих пор ведутся споры, создал он оригинальный проект или лишь доработал типовой вариант, который использовался по всей Российской империи при строительстве подобных учреждений. Как бы то ни было, работы начались в 1822 году и были завершены спустя три года. Так возникла внушительная постройка, которая считается образцом классицизма, хотя в ее облике нельзя не заметить явный романтический налет.
Возможно, допущенная при строительстве спешка сыграла с Пищаловским замком дурную шутку: уже в следующем году потребовался его ремонт. В дальнейшем этот комплекс, который также включал в себя административный корпус, аптеку, больницу и даже церковь, время от времени перестраивался. Одной из главных причин была необходимость постоянно расширять площадь Пищаловского замка, чтобы он мог принять больше заключенных. Среди них было немало выдающихся людей. Особняком стоят участники восстаний 1830 и 1863 годов, включая одного из основателей национальной литературы Винцента Дунина-Марцинкевича. Уже в XX веке в стенах Пищаловского замка успел побывать другой классик – Якуб Колас.
В период сталинских репрессий, а именно в ночь с 29 на 30 октября 1937 года в подвале замка сотрудниками НКВД казнено выстрелом в затылок 36 белорусских деятелей культуры, науки и искусства. Ещё 52 были казнены в ту ночь в подвале здания внутренней тюрьмы НКВД в Минске недалеко от Пищаловского замка. Всего же за время репрессий 1937—1940 годов в Пищаловском замке казнено около 100 человек, обвинённых в антисоветской деятельности.
Во время Великой Отечественной войны в Пищаловском замке содержались арестованные партизаны и подпольщики. Некоторые были в нём казнены, либо замучены.
С 1953 года являлась единственным учреждением в Белорусской ССР, где приводились в исполнение смертные приговоры.
Они стали более предметными после того, как в 2008 году обрушилась одна из башен. Стало понятно, что без реставрации этот знаковый памятник будет утрачен. К тому же столь удачно расположенный объект просто не мог не привлекать внимание потенциальных инвесторов.
Интересно, что при советской власти Пищаловский замок превратился в настоящее производство: заключенные работали в кузне, здесь также действовали пекарня, мастерские, где занимались пошивом одежды и склеиванием бумажных конвертов. В межвоенный период территория Пищаловского замка снова расширилась. Когда Минск был оккупирован фашистами, новые власти продолжили использовать его по прямому назначению, разве что сменился состав узников.
В результате бомбежек, которые уничтожили исторический центр города, Пищаловский замок почти не пострадал, оставшись одним из немногих уцелевших в Минске зданий. В послевоенные годы он был известен как СИЗО №1. Если первоначально камеры были рассчитаны на содержание до 80 заключенных вместе, то со временем их разделили на небольшие ячейки. В 1960-х годах печи заменило центральное отопление. В это время Они стали более предметными после того, как в 2008 году обрушилась одна из башен. Стало понятно, что без реставрации этот знаковый памятник будет утрачен. К тому же столь удачно расположенный объект просто не мог не привлекать внимание потенциальных инвесторов.
Тем не менее, долгое время никаких изменений не происходило. Время от времени появлялись сообщения, что Пищаловский замок вот-вот освободят от арестантов, но каждый раз информация не подтверждаюсь. Тем не менее, совсем недавно следственный изолятор все же перенесли в другое место, а освободившееся здание было передано городским властям, которые должны решить его судьбу. По этому поводу споры ведутся уже давно: одни считают, что Пищаловский замок должен быть превращен в музей, другие предлагают приспособить его под развлекательный комплекс. 
В помещениях Пищаловского замка находится СИЗО № 1 города Минска. СИЗО № 1 является единственным местом лишения свободы в Республике Беларусь и в современной Европе, в котором путём расстрела производится смертная казнь. Всего с 1991 года в СИЗО № 1 были казнены около 400 человек.